# Catherine Ravelli
Catherine Ravelli, née le 6 mai 1951, est une écrivaine française. Elle a obtenu, en 2012, le Prix de la nouvelle de l'Académie Française,,,. Elle collabore également aux Cahiers pédagogiques.

## Œuvres
- Accident voyageur, éd. La Feuille de thé, 2012, 189 p.  (ISBN 9782952635875) - Prix de la nouvelle de l'Académie Française